# Kimonyi
Kimonyi ist einer von 15 Sektoren im Distrikt Musanze in der Nordprovinz von Ruanda.

## Geographie
Kimonyi hat eine Fläche von 21,3 km² und liegt auf einer Höhe von etwa 1850 m. Der Sektor unterteilt sich in die vier Zellen Birira, Buramira, Kivumu und Mbizi. Nachbarsektoren sind im Norden Musanze, im Osten Muhoza, im Südosten Muko, im Süden Nkotsi, im Südwesten Busogo, im Westen Gataraga und im Nordwesten Shingiro.

## Bevölkerung
Nach der Volkszählung von 2022 betrug die Einwohnerzahl 21.681 Einwohner. Zehn Jahre zuvor waren es 15.589, was einem jährlichen Bevölkerungszuwachs von 3,4 Prozent zwischen 2012 und 2022 entspricht.

## Verkehr
Den Sektor quert die asphaltierte Nationalstraße 2. Von dieser geht in Südrichtung eine District Road ab.